# 36 a.C.
Il 36 a.C. (XXXVI a.C. in numeri romani) è un anno  del I secolo a.C.

## Eventi

### Roma
- 3 settembre - Battaglia di Nauloco: la flotta di Ottaviano, sotto il comando di Marco Vipsanio Agrippa, sconfigge le forze del ribelle Sesto Pompeo e di Lepido, il quale perde la sua armata quando i suoi uomini si ammutinano e si uniscono ad Ottaviano.
- Marco Antonio lancia una grossa offensiva contro i Parti, ma deve rinunciare quando fallisce nel prendere Phraapsa, perdendo poi numerosi uomini nella successiva ritirata in Egitto. Qui sposa Cleopatra, pur essendo ancora sposato con Ottavia.
- Quarto anno bisestile secondo il Calendario giuliano.
- Orange (Francia) - Con il nome di Colonia Julia Firma Secundanorum Arausio fu fondata da Ottaviano la colonia romana nel 36-35 a.C., avendo ottenuto il territorio da assegnare ai coloni dalla tribù dei Tricastini.
- Tempio di Apollo Palatino - Fu promesso in voto da Ottaviano per la vittoria ottenuta sul Nauloco contro Sesto Pompeo e venne costruito nel luogo in cui era caduto un fulmine all'interno delle proprietà di Augusto sul Palatino.

### Asia
- ottobre-dicembre - Battaglia di Zhizhi tra gli Xiongnu Occidentali e la Dinastia Han.

## Nati
- 31 gennaio - Antonia minore, nobildonna romana († 37)
- Conone, grammatico e mitografo greco antico
- Tolomeo Filadelfo, principe egizio
- Vipsania Agrippina, nobildonna romana († 20)

## Morti
- Antioco I di Commagene, re (n. 69 a.C.)
- Ariarate X di Cappadocia, sovrano